# Jacob Kogan
Jacob Kogan (Nova Iorque, 28 de Maio de 1995) é um ator americano. Ele é talvez mais conhecido por seu papel no filme Joshua, e também por representar Spock criança no filme Star Trek XI. Iniciou sua carreira em séries de TV, formato no qual continua ativo.
Fez o papel de Luca Jameson, irmão de Stephen Jameson na serie The Tomorrow People's.
Kogan nasceu em Nova Iorque, onde vive e frequenta uma escola privada de Arte. Ele é filho da fotógrafa Deborah Copaken Kogan e do ator russo Paul Mikhailovich Kogan. Jacob Kogan além de ator toca também violão e piano.